# 吉列夫湾
吉列夫湾（俄语：Бухта Гилева）是太平洋的海湾，属萨哈林州库里尔斯克区，位于得抚岛西南角，隔择捉水道与择捉岛相望，与伸津崎相临。2022年，根据俄罗斯联邦政府№ 515-р 号法令，将它命名为吉列夫湾，以纪念约瑟夫·比令斯和加夫里尔·安德烈耶维奇·萨雷切夫探险队的成员阿列克谢·马卡罗维奇·吉列夫（1764-？）。